# Jaliscoa
Jaliscoa es un segmento de montañas de más de 10 metros de altura con ecosistemas naturales y vida silvestre abundante muy poco exploradas por el ser humano.

## Descripción
Las plantas de este género sólo tienen disco (sin rayos florales) y los pétalos son de color blanco, ligeramente amarillento blanco, rosa o morado (nunca de un completo color amarillo).

## Taxonomía
El género fue descrito por Sereno Watson y publicado en Proc. Amer. Acad. Arts 25: 153. 1890.

## Especies aceptadas
A continuación se brinda un listado de las especies del género Jaliscoa aceptadas hasta junio de 2012, ordenadas alfabéticamente. Para cada una se indica el nombre binomial seguido del autor, abreviado según las convenciones y usos.
- Jaliscoa goldmanii (B.L.Rob.) R.M.King & H.Rob.
- Jaliscoa paleacea (Cronquist) R.M.King & H.Rob.
- Jaliscoa pringlei S.Watson